# Samsung Galaxy Express 2
Samsung Galaxy Express 2 (SM-G3815) - смартфон компании Samsung, выпущенный в октябре 2013 года и имеющий схожий дизайн и технические характеристики с Samsung Galaxy S4 Mini, но с большим 4,5-дюймовым экраном и разными камерами.

## Функции

### Программное обеспечение
Galaxy Express 2 поставляется с Android версии 4.2.2. Обновление до версии 4.4.2 KitKat доступно через обновление по воздуху или через Samsung Kies.

### Оборудование
Galaxy Express 2 имеет поликарбонатный пластиковый корпус размером 132,4 мм (5,2 ″) в длину, 65,8 мм (2,6 ″) в ширину и 9,8 мм (0,39 ″) в толщину, а вес устройства составляет 134,2 грамма (4,7 oz).
Внутри Galaxy Express 2 используется Qualcomm Snapdragon 400 SoC с двухъядерным 1,7 ГГц Krait CPU и GPU Adreno 305..
Galaxy Express 2 оснащен 1,5 ГБ оперативной памяти и 8 ГБ встроенной памяти, причем на международном рынке будет доступна версия с 64 ГБ, хранилище microSDXC расширяется до 64 ГБ..
В Galaxy Express 2 используется PLS TFT LCD размером 4,5 дюйма (110 мм), с разрешением 540x960 с 245 ppi.
Galaxy Express 2 оснащен 5-мегапиксельной камерой, которая позволяет делать фотографии с разрешением 2 592x1 944 и записывать видео в разрешении (720p). Задняя камера дополнена 0,3-мегапиксельной фронтальной камерой. Телефон оснащен светодиодной вспышкой и автофокусом.. Аккумулятор Li-Ion с емкостью 2100 мАч.